# Fritz Schaper
Hugo Wilhelm Friedrich Schaper, dit Fritz Schaper, né le 31 juillet 1841 à Alsleben et mort le 29 novembre 1919 à Berlin, est un sculpteur allemand de l'école de Berlin, particulièrement apprécié de l'époque wilhelminienne.
Il est le grand-père d'Elisabeth Noelle-Neumann, illustre sociologue.

## Biographie

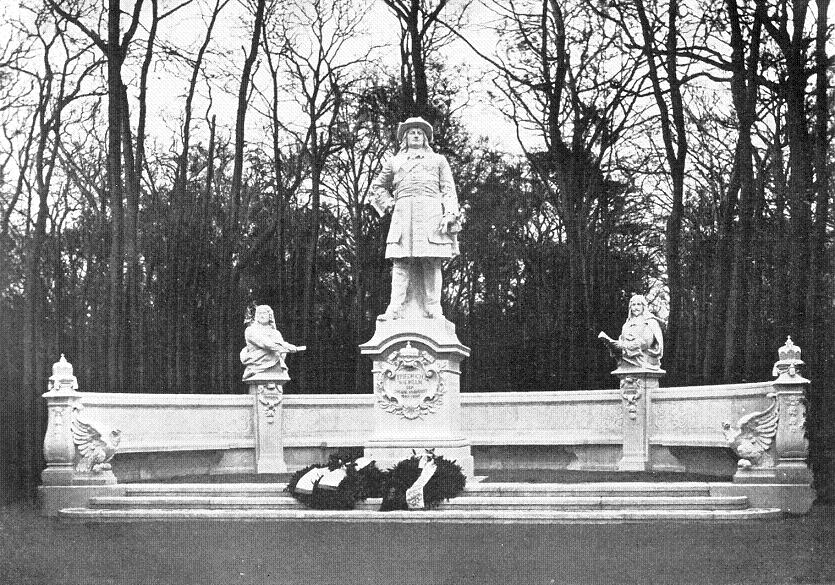
Monument du grand-électeur de Brandebourg de l'allée de la Victoire du Tiergarten, aujourd'hui disparu

Schaper suit d'abord un apprentissage de tailleur de pierre à Halle, puis il se rend à Berlin pour poursuivre ses études en 1859. Il étudie deux ans à l'académie, et ensuite collabore à l'atelier d'Albert Wolff. Il se fait remarquer à partir de 1867 par ses propres travaux. Il dirige entre 1875 et 1890 l'atelier de nu de l'académie. Il est membre de l'académie des arts de Berlin dès 1880 et de son sénat l'année suivante. Il est nommé également membre d'honneur des académies de Munich et de Dresde et fait partie des signataires du manifeste des 93 après 1914.
Il a eu entre autres pour élèves Max Baumbach, Fritz Klimsch, Max Unger et Joseph Uphues.
Il est enterré à Berlin-Kreuzberg, au cimetière de Jérusalem et de la nouvelle église (division IV), à la Bergmannstraße.

## Illustrations

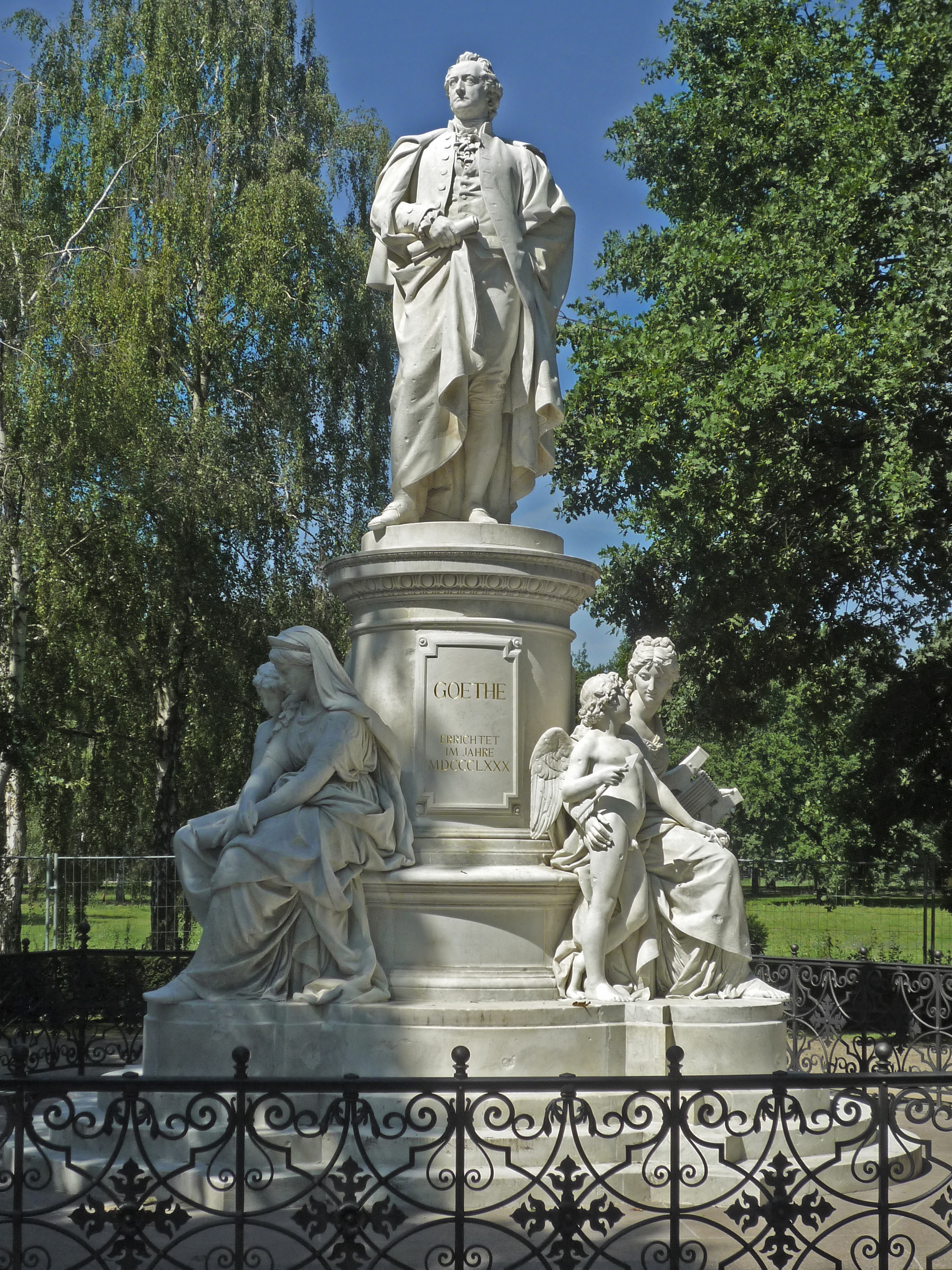
Statue de Goethe au Tiergarten (1880)
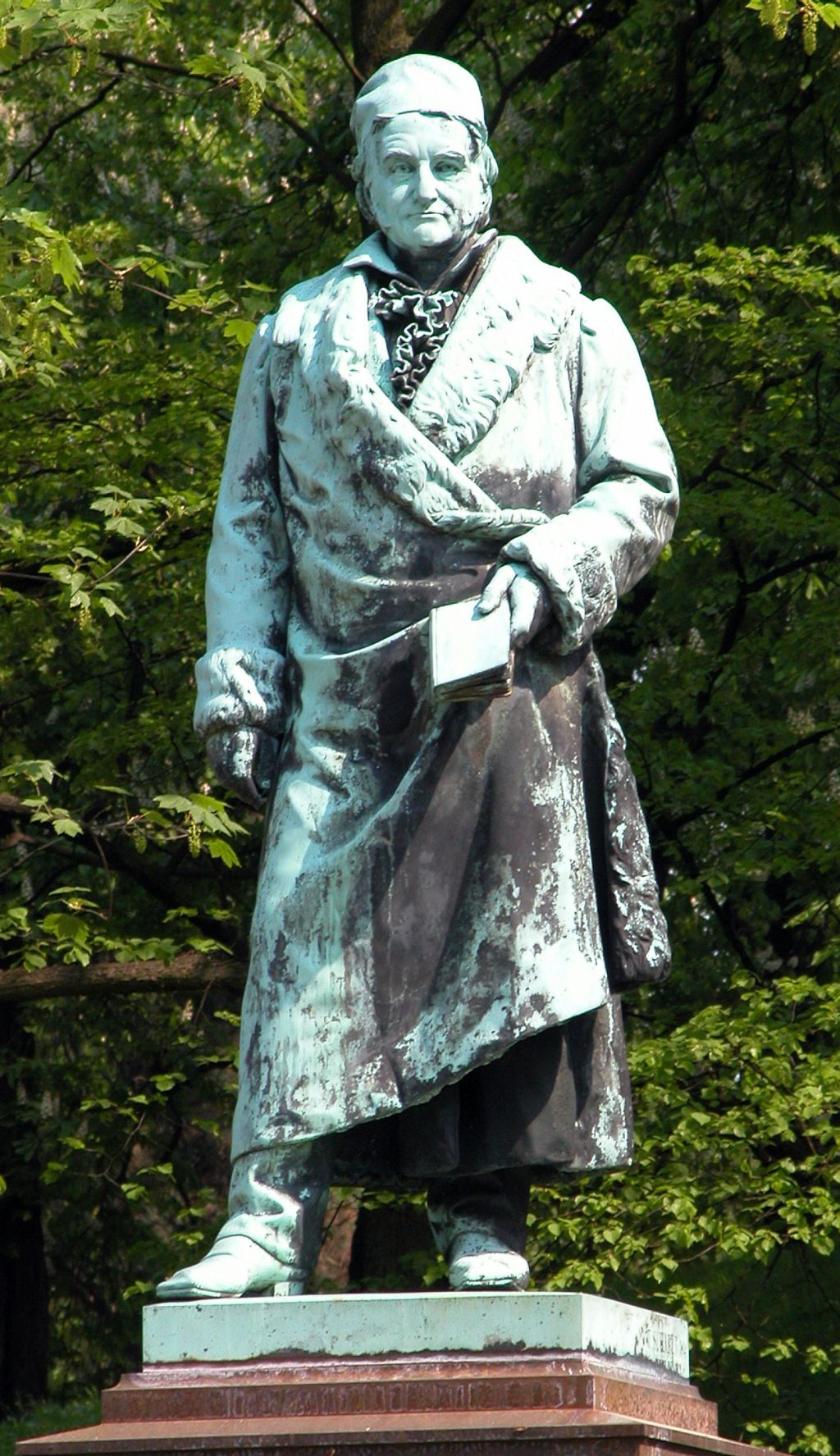
Statue de Gauss à Brunswick
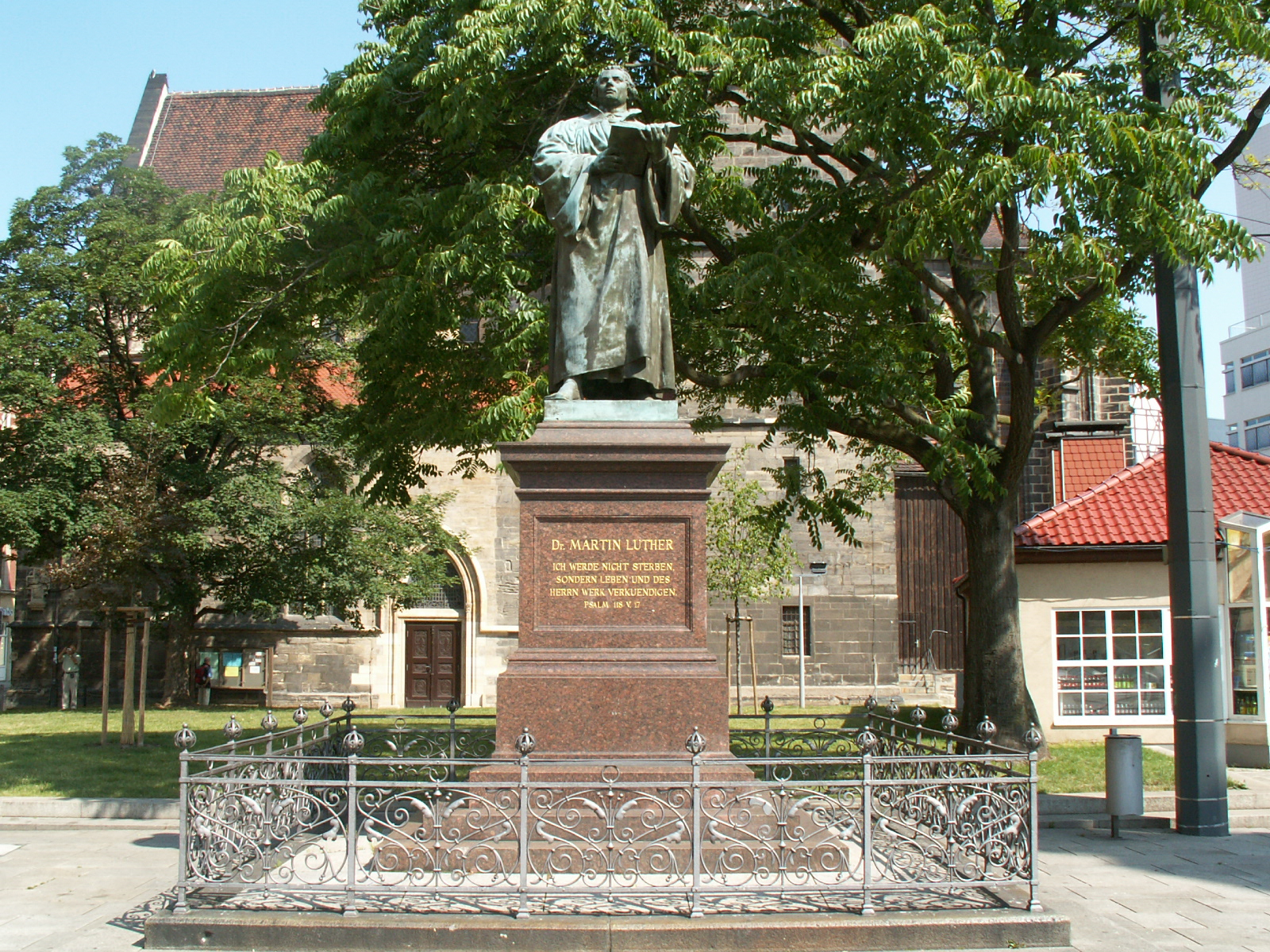
Monument de Luther à Erfurt
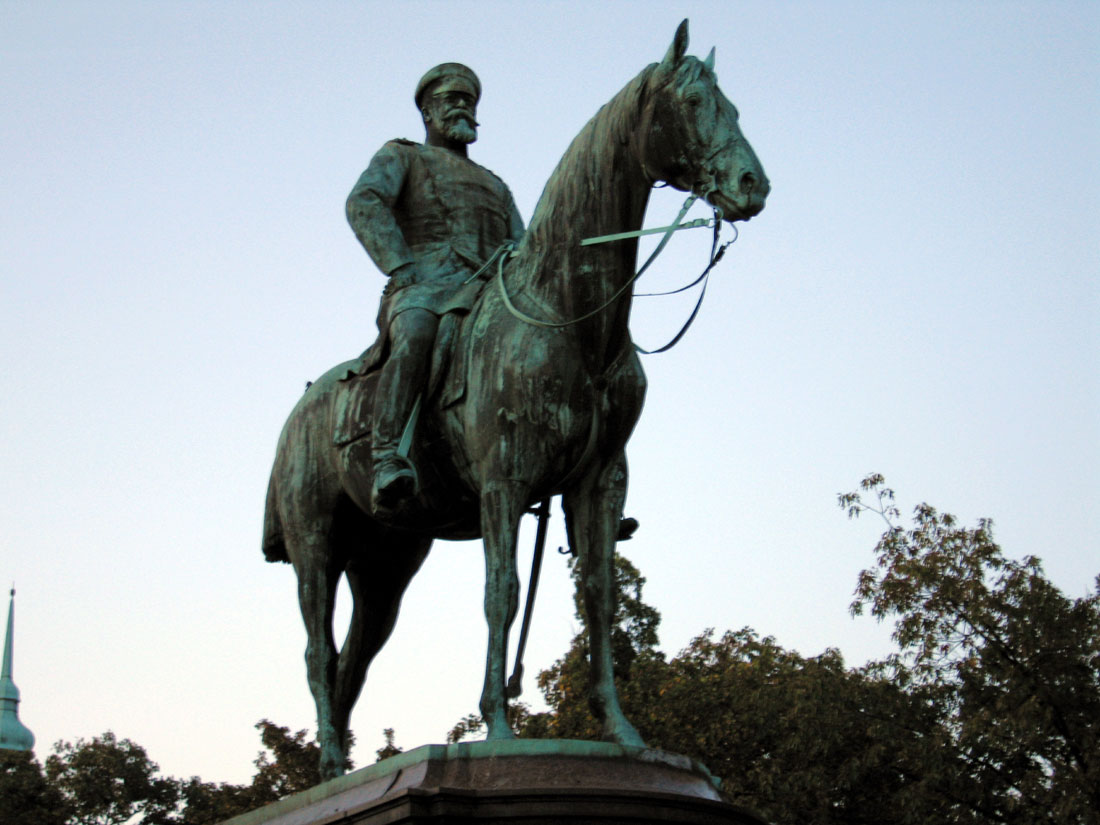
Statue équestre du grand-duc Louis IV de Hesse à Darmstadt (1898)
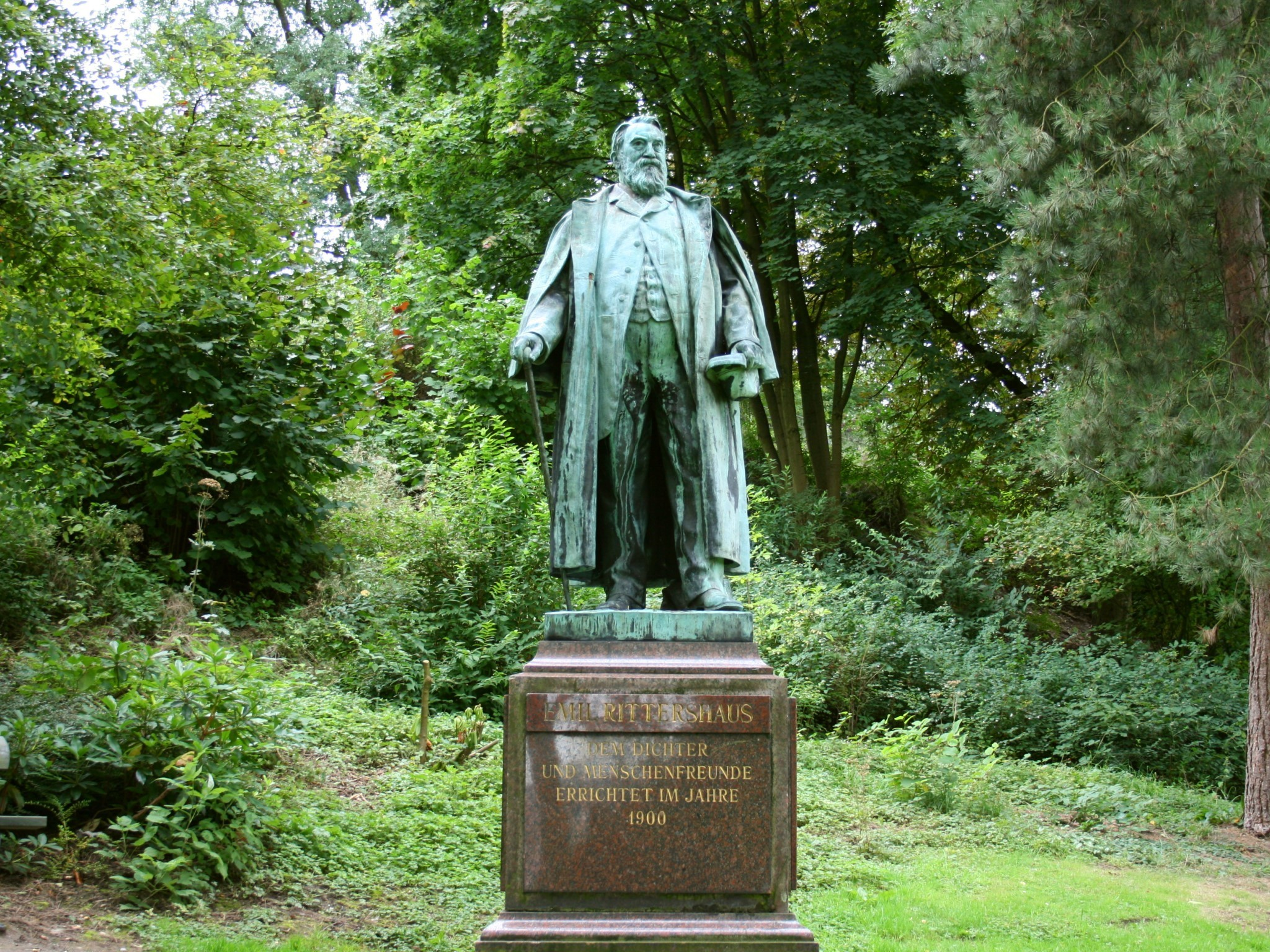
Statue de Emil Rittershaus (de) à Wuppertal
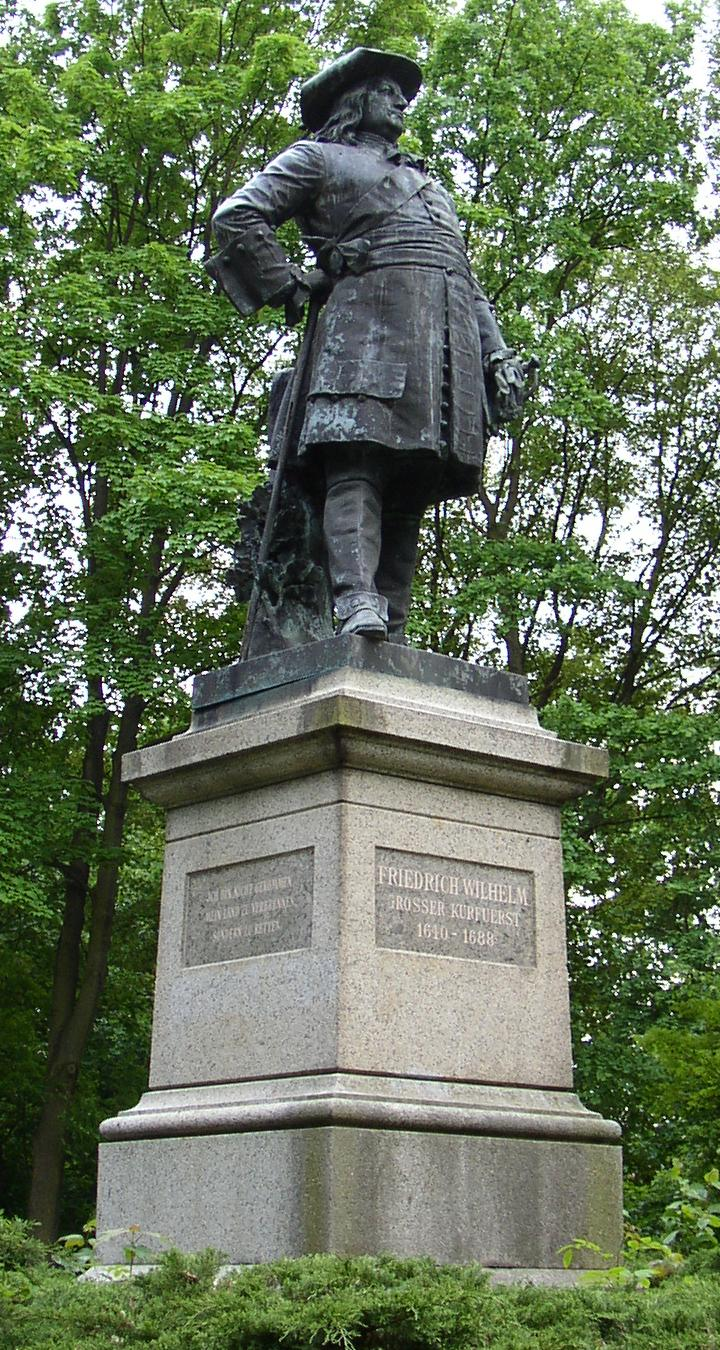
Statue de Frédéric-Guillaume Ier de Brandebourg à Fehrbellin (1902), don de Guillaume II aux habitants de la ville
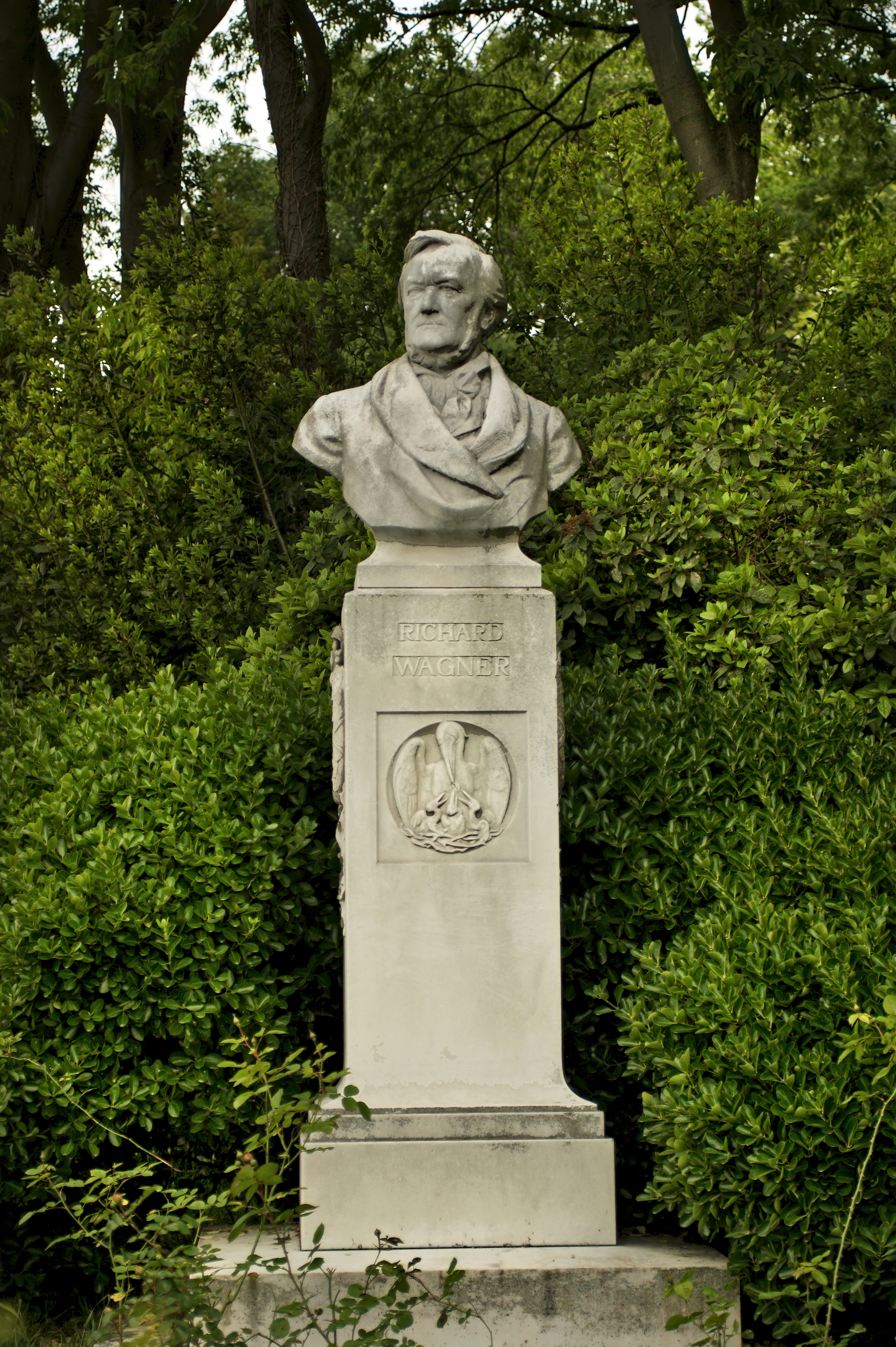
Monument à Richard Wagner à Venise

## Bibliographie

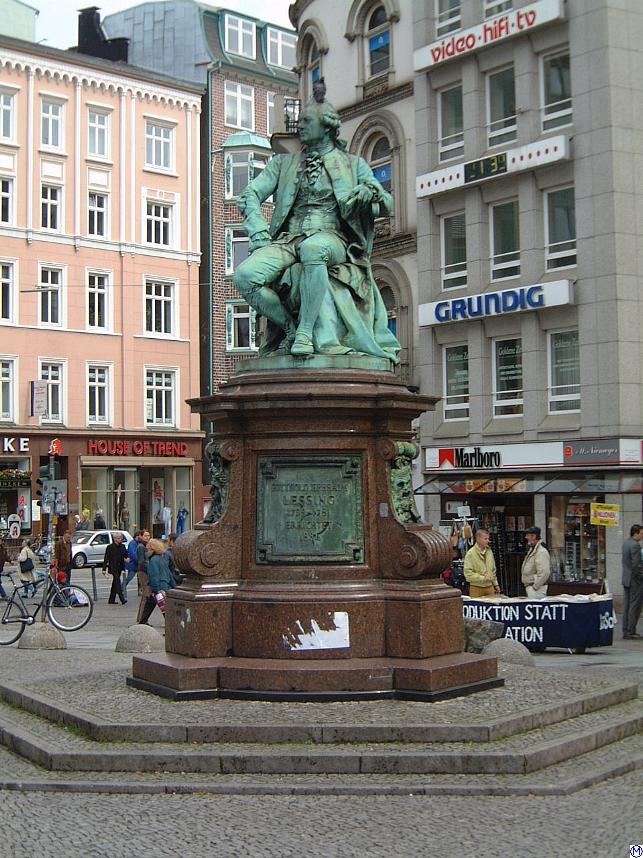
Monument de Lessing à Hambourg